# Mischfarbe
Eine Mischfarbe ist das Ergebnis einer Farbmischung.

## Beispiele
Mischfarben ersten Grades setzen sich aus je zwei Grundfarben zusammen.
Für den RGB-Farbraum ( = Rot, Grün, Blau) gilt dabei:
- Gelb = Rot + Grün
- Cyan = Grün + Blau
- Magenta = Rot + Blau

Für das CMYK-Farbmodell ( = Cyan, Magenta, Yellow und der Schwarzanteil Key) gilt dabei:
- Rot = Gelb + Magenta
- Blau = Magenta + Cyan
- Grün = Gelb + Cyan

Diese drei Farben stellen jeweils im Farbkreis ein umgekehrt eingezeichnetes, gleichseitiges Dreieck dar. Mischt man nun zwei benachbarte Farben miteinander, entstehen weitere Mischfarben. Je weiter man jedoch mit dem Mischen fortfährt, desto mehr verlieren die Farben an Leuchtkraft.